# Hvid jul
Hvid jul er på den nordlige halvkugle en betegnelse for det meteorologiske fænomen, at der er sne på juleaftensdag eller juledag. Hvid jul er langt mere almindeligt i nogle lande end andre. For eksempel er der sjældent hvid jul i USA med undtagelse af de midterste og nordlige dele, og i bjergene. I Canada er der derimod meget store chancer for hvid jul. I Europa er sandsynligheden for hvid jul mindre, desto længere vestpå man er. I Storbritannien, Irland og Skandinavien er der således sjældent hvid jul.

## Hvid jul i Danmark
DMI's officielle definition på hvid jul er, at mindst 90% af Danmarks areal er dækket af et 0,5 cm lag sne juleaftensdag om eftermiddagen, hvilket sjældent sker grundet regionale forskelle i vejret. Desuden er den danske vinter primært præget af vestenvinde, og med vestenvinden kommer mildt vintervejr. Sneen må godt være faldet flere dage forinden. Hvis kravene om at 90% af Danmark er dækket af sne ikke opfyldes, men der ligger sne et eller andet sted i landet, er der tale om lokal hvid jul. Siden 1900 har der været landsdækkende hvid jul i Danmark ni gange. Nemlig i 1915, 1923, 1938, 1956, 1969, 1981, 1995, 2009 og 2010, mod 31 lokale. Chancerne for landsdækkende hvid jul er således blot ca. 7%, og i 67% af tilfældene er vejret den 24. december sidst på eftermiddagen gråt og mildt. Til sammenligning er der i de Canadiske byer Whitehorse og Yellowknife 100% sandsynlighed for hvid jul. 
I 2010 oplevede Danmark for første gang, hvid jul for andet år i træk, siden man begyndte at måle den slags i 1890.